# Круглов, Вячеслав Павлович
Круглов Вячеслав Павлович (род. 10 августа 1945 года, Горький) — советский и российский музыкант, исполнитель на домре и мандолине, педагог, дирижёр, композитор, профессор кафедры народных инструментов Российской академии музыки имени Гнесиных. Народный артист Российской Федерации (1995).
Лауреат Первого всероссийского конкурса студентов музыкальных Вузов РФ (Новосибирск, 1968), Первого Всероссийского конкурса исполнителей на народных инструментах (Москва, 1972), Всесоюзного (Воронеж, 1973) и Международного (Перу, 1984) конкурсов.
Художественный руководитель ансамблей «Новые имена Москвы» и «Московская мандолина», член художественно-экспертного Совета «Новые имена», руководитель сектора музыки Московского фонда сохранения культуры Мэрии Москвы, Президент ассоциации мандолинистов на базе РАМ имени Гнесиных, Вице-президент Фонда «Атлант».

## Биография
В 1964 году окончил Кировское музыкальное училище (класс домры А. А. Линькова), в 1969 — ЛОЛГК (ныне — Санкт-Петербургская государственная консерватория) им. Н. А. Римского-Корсакова, в 1972 — ассистентуру-стажировку там же по специальностям «Домра» (класс профессора И. И. Шитенкова) и дирижирование симфоническим и народным оркестрами (класс профессора Ю. П. Серебрякова). Лауреат Первого конкурса студентов музыкальных Вузов России (1968, Новосибирск), Первого Всероссийского конкурса исполнителей на народных инструментах (1972, Москва), Международных (1974, Воронеж), (1984, г. Лима — Перу).
Преподавательскую деятельность начал в 1963 году. С 1970 по 1978 — старший преподаватель ЛОЛГК (Санкт-Петербургской консерватории) им. Н. А. Римского-Корсакова.
С 1978 года по настоящее время работает в ГМПИ — РАМ им. Гнесиных, с 1997 года — профессор кафедры народных инструментов по классу домры.
Выдающиеся выпускники класса: народный артист РФ, профессор М. А. Горобцов, народный артист РФ, профессор С. Ф. Лукин, лауреаты международных конкурсов Екатерина Мочалова, Александра Скрозникова и др. Студенты и аспиранты класса В. П. Круглова являются лауреатами престижных международных и всероссийских конкурсов: VI и VII всероссийских, международного — «Кубок Севера», исполнителей на мандолине (Япония), (Германия), «Серебряный камертон» (Санкт-Петербург), «Российский Олимп», «Кубок России», Нижегородский международный, Тольяттинский и др.
В разные годы В. П. Круглов был председателем Государственной аттестационной комиссии: МГИМ им. Шнитке, ГМПИ им. Ипполитова-Иванова, Астраханской консерватории, Санкт-Петербургской консерватории им. Н. А. Римского-Корсакова, Нижегородской и Краснодарской консерватории.
В. П. Круглов — активно концертирующий исполнитель. География его гастрольных поездок по стране и миру очень широка. Выступал практически во всех крупных городах России: Москве, Санкт-Петербурге, Нижнем Новгороде, в городах Камчатки, Дальнего Востока, Сибири, Урала, Средней и Центральной полосы России, а также в республиках Закавказья, Прибалтики, в Белоруссии, на Украине, в Средней Азии и более, чем в 50 странах мира: Германии, Франции, Англии, Швейцарии, Швеции, Португалии, Японии, Австралии, Новой Зеландии, Перу, Аргентине, Бразилии, Эквадоре, Китае и др. Наряду с исполнительской деятельностью в качестве солиста на домре В. П. Круглов выступает с крупнейшими симфоническими, народными и камерными оркестрами.
В. П. Круглову принадлежит заслуга возрождения классической мандолины в России. Как солист на мандолине он знакомит слушателей с существующим для неё репертуаром, с оригинальными произведениями Вивальди, Гуммеля, Бетховена, Джулиани, Калаче и др. В 1991 году В. П. Круглов организовал ансамбль «Московская мандолина», который стал лауреатом первой премии международных конкурсов «Виртуозы гитары» (СПб, 2006) и «Серебряный камертон» (СПб, 2010). Все эти годы В. П. Круглов солирует в ансамбле, аранжирует мировую музыкальную классику.
Для В. П. Круглова создают новые произведения известные композиторы: С. Слонимский, Е. Подгайц, К. Волков, В. Пожидаев, Е. Кожевникова, И. Манукян, В. Сапожников. Записывался в фонд радио и телевидения, выпустил 10 CD. Народный артист РФ (1995).
Автор пособий: «Искусство игры на домре» (2000), «Школа игры на домре» (2003), «Школа игры на чанзе» (2007, соавтор), «Школа игры на мандолине» (2009). Автор статей в различных методических сборниках. Им выпущено 10 сборников пьес — переложений для домры, авторский сборник обработок народных мелодий для домры.
В. П. Круглов — художественный руководитель международного фестиваля «Струны молодой России», организатор и председатель жюри Международного конкурса исполнителей на домре и мандолине В. Круглова, председатель и член жюри всероссийских и международных конкурсов. Также участвует в качестве исполнителя и дирижёра во многих музыкальных фестивалях в России, Германии, Португалии, Перу и др. Более 20 лет является членом художественно-экспертного Совета фонда «Новые имена» и на протяжении всех этих лет работает в летней творческой школе «Новые имена» в Суздале.
Президент академии народной музыки. Член Правления Московского фонда сохранения культуры.

## Награды
- Орден Дружбы (28 декабря 2006 года) — за заслуги в развитии культуры и искусства, многолетнюю плодотворную работу[1].
- Народный артист Российской Федерации (27 января 1995 года) — за большие заслуги в области искусства[2].
- Заслуженный артист РСФСР (1989 год).
- Почётная грамота Президента Российской Федерации (16 декабря 2015 года) — за заслуги в развитии отечественной культуры и искусства, многолетнюю плодотворную деятельность[3].
- Удостоен грамот Министерства культуры РФ и Министерства образования РФ[4].
- Награждён орденом «За службу России»[5].

## Дискография
- Вячеслав Круглов LP 1976
- Юбилейный концерт Вячеслава Круглова в Российской академии музыки им. Гнесиных
- Н. Будашкин, Концерт для домры с оркестром
- Я. Сибелиус «Ноктюрн»
- Концерт народного артиста России Вячеслава Круглова в рамках празднования Дня народного единства (г. Хельсинки)
- К. Волков Концерт для домры и камерного оркестра.1 часть / 2 часть
- К. Волков, Каприччио для домры и фортепиано
- Ансамбль народных инструментов под управлением Вячеслава Круглова CD
- Ансамбль «Московская мандолина» под руководством В. Круглова CD
- Вячеслав Круглов. Музыка отечественных и зарубежных композиторов CD
- Музыка современных композиторов в исполнении Вячеслава Круглова (домра, мандолина) CD